# Texas Giant
Texas Giant är en berg- och dalbana som finns i nöjesparken Six Flags Over Texas, USA. Den 19 juli 2013 slungades en kvinna ur åkattraktionen vid en kurva och hittades senare död. Attraktionen är stängd för teknisk undersökning.